# 충남예술고등학교
충남예술고등학교(忠南藝術高等學校)는 대한민국 충청남도 천안시 서북구 성거읍 천흥리에 위치한 공립 고등학교이다.

## 학교 연혁
- 1994년 5월 16일 : 설립계획 확정(음악과, 미술과, 무용과 18학급), 교명 충남예술고등학교, 장소 충청남도 천안시 성거읍 천흥 2길 42
- 1996년 7월 19일 : 설립인가(음악과, 미술과, 무용과 완성 9학급)
- 1997년 3월 5일 : 천안남산초등학교에서 입학식 거행
- 1997년 6월 21일 : 학칙 변경 18학급(음악 6, 미술 6, 무용 6)
- 1997년 9월 10일 : 개교식 거행
- 1998년 2월 13일 : 제1회 충남예술고등학교 예술제 개최
- 1998년 8월 26일 : 학칙 변경 15학급(음악 6, 미술 6, 무용 3)
- 2022년 2월 17일 : 2021학년도 제23회 졸업식(144명, 연인원 3,505명)
- 2022년 9월 1일 : 제9대 정태수 교장 취임
- 2023년 7월 12일~2023년 7월 14일 : 제 26회 예술제, 제 27회 예혼전
- 2025년 2월 7일 : 2024학년도 제26회 졸업식(131명)
- 2025년 3월 4일 : 2025학년도 제29회 입학식(140명)

## 설치 학과
- 음악과
- 미술과
- 무용과

## 참고 자료
- 충남예술고등학교 - 한국교육학술정보원 학교알리미